# Нидерландская колонизация Гвианы

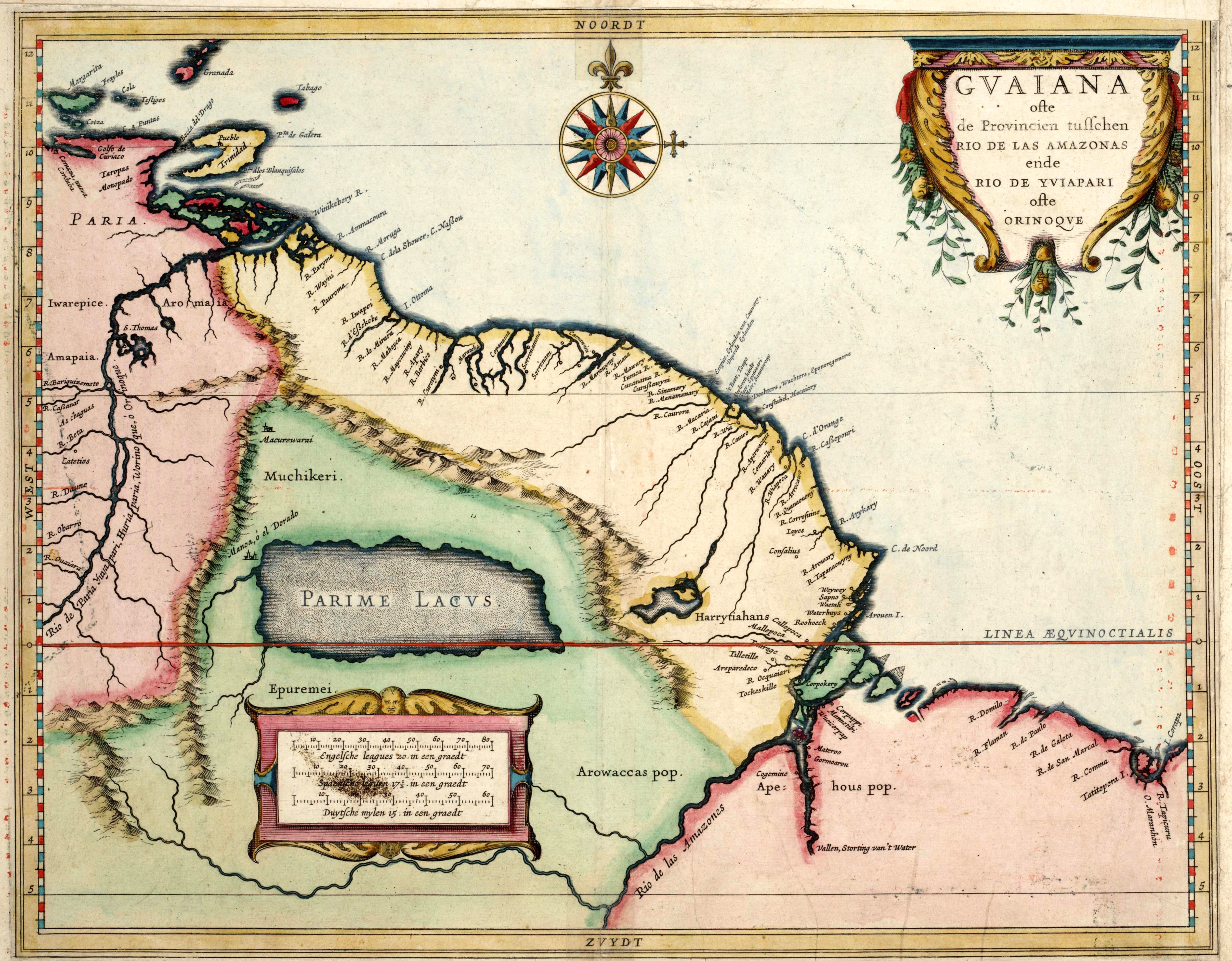
Карта голландской Гвианы Герритса Гесселя (1625)

'Нидерландская Гвиана — колонизированный голландцами прибрежный район между реками Ориноко и Амазонка в Южной Америке, начавшийся в первой половине XVI века. После заселения стала известна как Голландская Гвиана (нидерл. Netherlands-Guiana).
Колонии Эссекибо и Демерара находились под контролем Голландской Вест-Индской компании, а колонии Бербис и Суринам — обществам Бербис и Суринам соответственно. Также некоторое время существовала Голландская Кайенна. После наполеоновских войн в 1814 году Великобритания получила контроль над тремя колониями к западу от реки Корантейн (Демерара, Бербис, и Эссекибо), позднее за этой территорией закрепилось название «Британская Гвиана», в то время, как колония Суринам (так называемая «Голландская Гвиана»), оставалась под голландским контролем до обретения независимости в 1975 году.

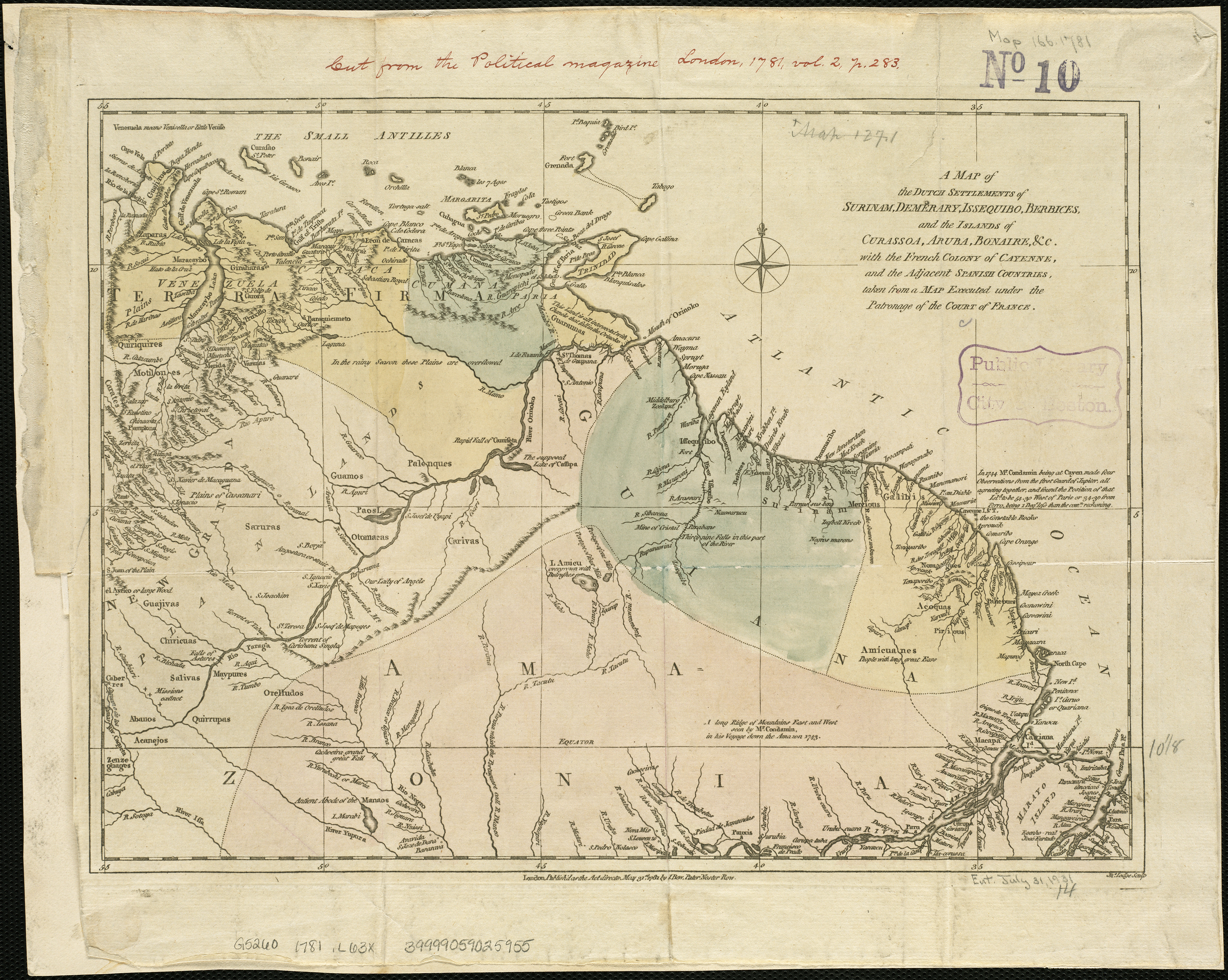
Карта голландских поселений в Суринаме: на карте изображены Демерара, Эссекибо, Бербис, а также острова Кюрасао, Аруба, Бонайре и другие (1781)

## История
Первое письменное упоминание региона содержится в карте фламандского картографа Йодокуса Хондиуса, составленной им в 1599 году. С 1600 года начинается заселение территории голландскими колонистами, большинство из которых — выходцы из Зеландии. По берегам Померуна, Эссекибо, Бербиса, и Суринама были установлены торговые точки. Также на территории заработали бартер-посты, основанные французскими, голландскими и английскими колонистам. Однако из-за частых болезней и нападений местного населения метрополии данные территории контролировали с трудом.
Голландская Вест-Индская компания была основана в 1621 году, учитывая отсутствие контроля над колониями в Южной Америке. Колонией управлял Авраам Ван Peere, голландский исследователь, который основал поселение Бербис. По результатам Третьей англо-голландской войны Англия признавала контроль Нидерландов над Суринамом, в обмен на освобождение Нового Амстердама от голландских войск.
Колонии изначально контролировались сразу несколькими структурами. Эссекибо и Демерара находились под контролем Голландской Вест-Индской компанией, в то время как Бербис и Суринам были подконтрольны обществам Бербис и Суринам соответственно. Кайенна (Французская Гвиана) в период 1660—1664 и 1676—1677 годах также находилась под контролем Голландии.
При Батавской Республике большая часть Голландской Гвианы была вновь занята англичанами. После Наполеоновских войн в 1814 году Великобритания получила контроль над тремя колониями (Демерара, Бербис и Эссекибо), располагавшихся к западу от реки Корантейн. Все эти три колонии были объединены в одну — Британскую Гвиану. После 1815 года Гвиана была разделена на пять частей: Испанскую (Венесуэла), Британскую, Нидерландскую, Французскую и Португальскую (Бразилия).
Оставшиеся во владении Нидерландов колонии были частью Королевства Нидерландов вплоть до 1975 года, когда колония получила независимость.

## Голландская Гвиана и Суринам
Хотя Голландская колония Суринам всегда называлась Суринам, часто в XIX и XX веках неофициально эта территория называлась Голландской Гвианой (нидерл. Netherlands Guiana), по аналогии с Британской Гвианой и Французской Гвианой. Называть всю эту территорию Суринамом не совсем верно, поскольку Суринам — лишь одна из многих голландских гвианских колоний, в числе которых также Бербис, Эссекибо, Демерара и Померун, которые в 1814 году перешли к Великобритании, а в 1831 вошли в состав Британской Гвианы. До 1814 года термин Голландская Гвиана практически не использовался, а все колонии были прямо подконтрольны Нидерландам.